# Ministerio de Clima y Medio Ambiente
El Real Ministerio de Clima y Medio Ambiente de Noruega (en noruego: Klima- og miljødepartementet) es un ministerio noruego establecido el 8 de mayo de 1972. El Ministerio de Clima y Medio Ambiente tiene una responsabilidad especial en la ejecución de las políticas climáticas y medioambientales del Gobierno. Antes de 2014, el nombre era "Ministerio de Medio Ambiente" (noruego: Miljøverndepartementet).
Su actual dirigente es el ministro de Clima y Medio Ambiente, Sveinung Rotevatn (Partido Liberal). El departamento informa a la legislatura (Stortinget).

## Organización
El ministerio se divide en las siguientes secciones:
- Departamento de Cambio Climático
- Departamento de Gestión del Patrimonio Cultural
- Departamento de Gestión Marina y Control de la Contaminación
- Departamento de Gestión de la Naturaleza
- Departamento de Asuntos Organizacionales
- Departamento de Planificación
- Sección de información
- Personal político

### Personal político
- Secretaria de Estado, Maren Hersleth Holsen (Partido Liberal)
- Secretario de Estado, Mathias Fischer (Partido Liberal)
- Asesor político, Even Aronsen (Partido Liberal)

### Subsidiarias
Bajo el ministerio hay cinco agencias administrativas
- Dirección de Medio Ambiente de Noruega
- Dirección de Patrimonio Cultural de Noruega
- Instituto Polar Noruego
- Autoridad cartográfica noruega
- Fondo del Patrimonio Cultural de Noruega
- Instituto Meteorológico de Noruega